# Grumman F-9 Cougar
El Grumman F9F/F-9 Cougar és un avió de combat de reacció embarcat de la companyia estatunidenca Grumman. És una modificació profunda de l'anterior F9F Panther incorporant ales en fletxa i un motor més potent.

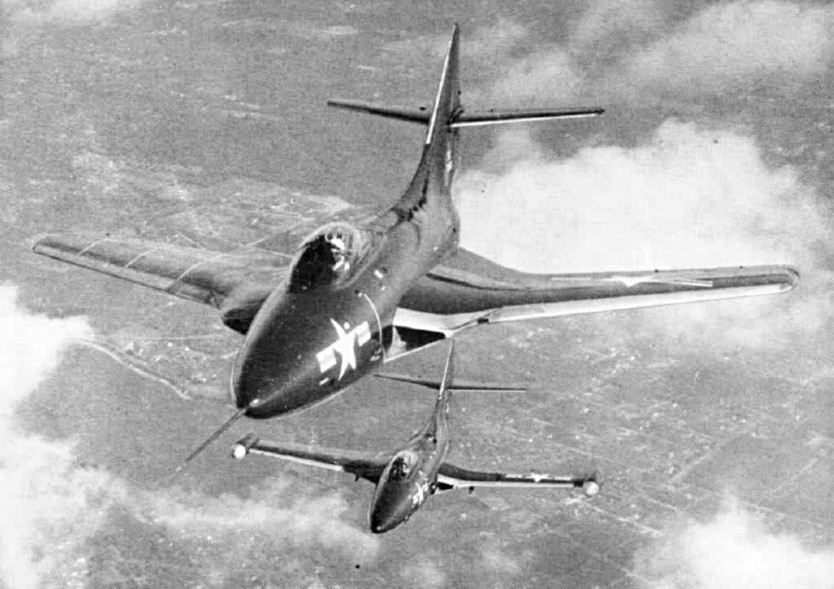
Al darrere un F9F-6 Cougar (amb les ales en fletxa) i un F9F-5 Panther (amb ales convencionals)

## Variants

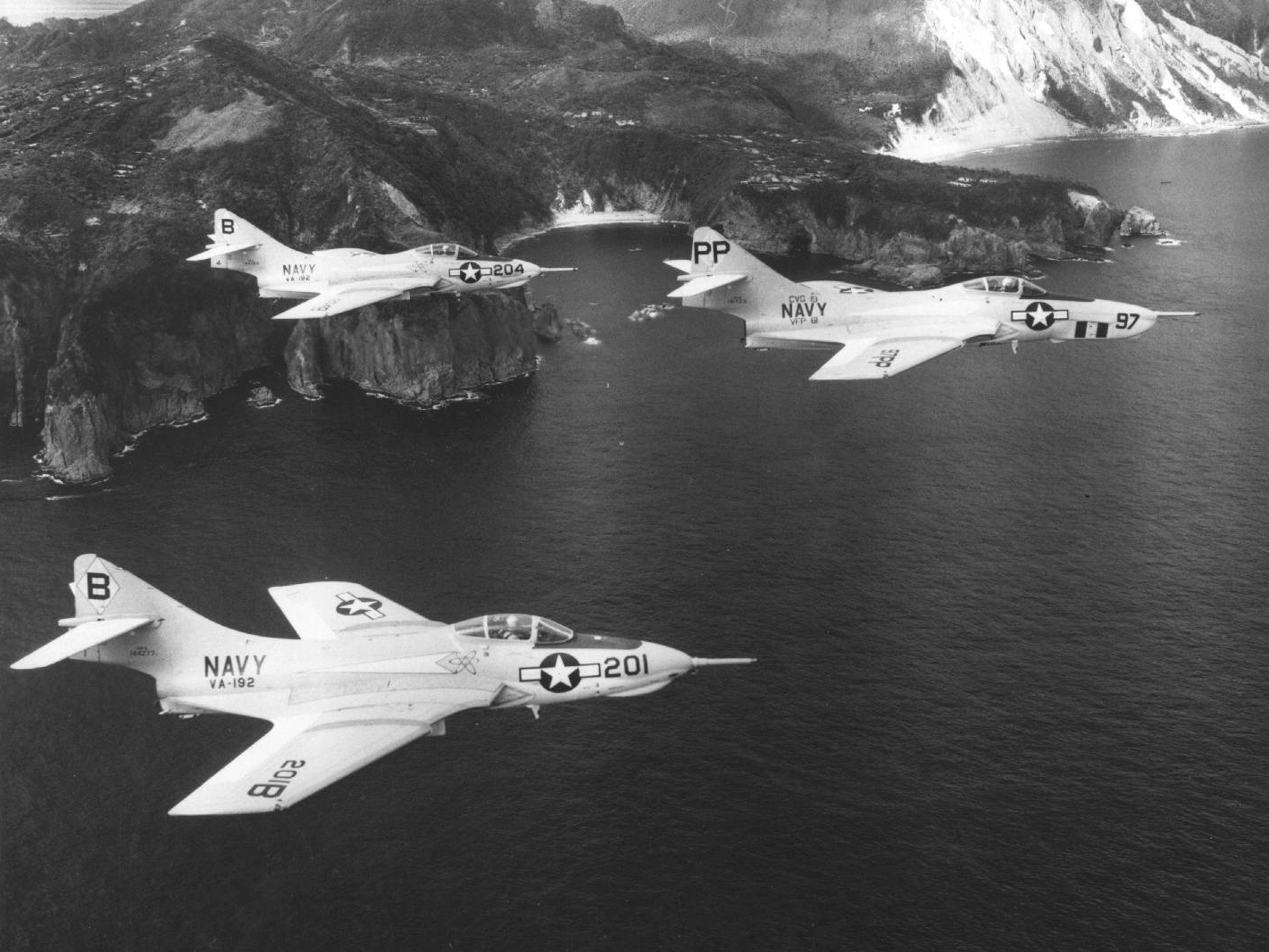
Dos F9F-8B i un F9F-8P volant sobre Taiwan el 1957

XF9F-6Tres prototips construïts a partir de F9F-5 Panther, incorporant les ales de fletxa.
F9F-6Primera versió de producció, amb 646 avions fabricats. Redesginats F-9F el 1962.
F9F-6PVersió de foto-reconeixement aeri, 60 avions fabricats. Redesignats RF-9J el 1962.
F9F-7Versió amb el motor Allison J33 (la majoria reconvertits al J48). 168 avions fabricats, redesignats F-9H el 1962.
F9F-8Versió millorada amb un buc central allargat, cabina reforçada i ales modificades. Va augmentar la capacitat de combustible i també era capaç disparar míssils AIM-9 Sidewinder. 601 fabricats i redesignats F-9J el 1962.
F9F-8PVersió de foto-reconeixement aeri de la versió F9F-8. 110 fabricats i redesginats RF-9F el 1962.

## Operadors
Argentina
- Armada Argentina

 Estats Units
- United States Navy
- United States Marine Corps

## Especificacions (F9F-6/F-9F Cougar)

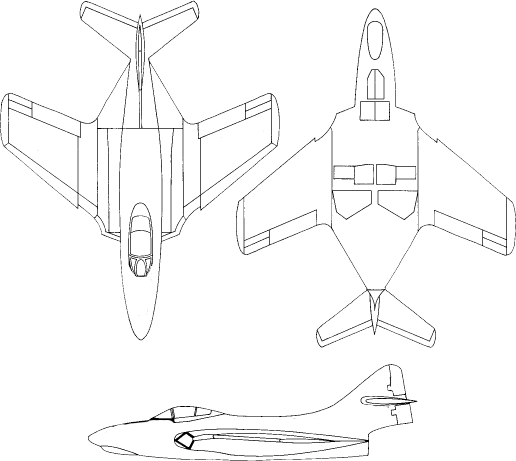
Visió esquemàtica d'un F9F Cougar.

Dades de NAVAIR : Standard Aircraft Characteristics F9F-6 "Cougar" 1 July 1953, NAVAIR : Standard Aircraft Characteristics F9F-6 "Cougar" 1 July 1967
Característiques generals
- Tripulació: 1
- Longitud: 12,5 m
- Envergadura: 10,5 m
- Alçada: 3,7 m
- Perfil: NACA 64A010[3]
- Relació d'aspecte: 4
- Pes buit: 5.484 kg
- Pes carregat: 7.167 kg
- Pes màxim d'enlairament: 9.525 kg
- Motor: 1× turbojet Pratt & Whitney J48-P-8 , 32,2 kN

 Rendiment 
- Velocitat màxima: 1.053 km/h
- Velocitat de creuer: 871 km/h
- Sostre de servei: 13.564 m (44.500 peus)
- Ràtio d'ascens: 34,3 m/s

Armament

- Metralladores: 4 canons automàtics de calibre 20x110 mm AN/M3, amb 190 cartutxos cadascun (760 en total)
- Coets: 6 coets de 5 polzades (127 mm)
- Bombes: 2 bombes de 1.000 lliures (454 kg) en el suports interns, 2 bombes de 500 lliures (227 kg) en els suports exteriors[4]